# Carl Friedrich Deneke
Carl Friedrich Deneke (* 27. Januar 1803 in Magdeburg; † 1. Juli 1877 in Magdeburg) war Geheimer Kommerzienrat, Politiker und Industrieller.

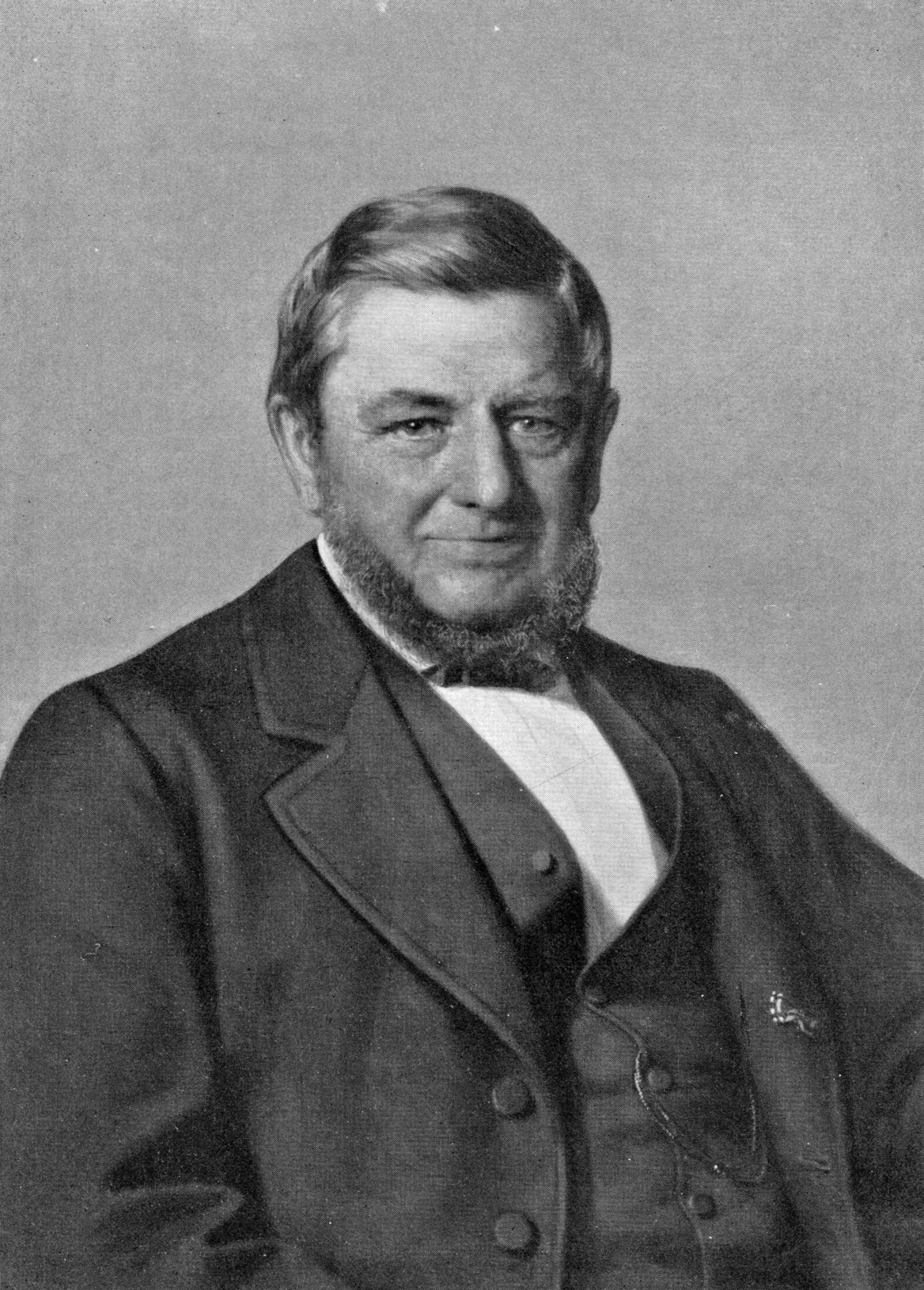
Carl Deneke

## Leben
Er wurde als zweites von sechs Kindern einer Kaufmannsfamilie geboren. Ab 1816 absolvierte er eine Lehre bei der Magdeburger Firma Schütz und Co. 1828 gründete er mit Friedrich Gneist die Handelsfirma Gneist & Deneke. Ab 1830 war Gustav Coqui als stiller Teilhaber an dem Unternehmen beteiligt. Es wurde vorwiegend mit russischen landwirtschaftlichen Produkten gehandelt. 1834 hörte die Zusammenarbeit auf. Im gleichen Jahr heiratete Deneke. 1836 wurde von Deneke ein Speditionsunternehmen gegründet. In diesem Jahr wurde er auch Mitglied im Ältestenrat der Magdeburger Korporation der Kaufmannschaft. Von 1848 bis 1877 hatte er den Vorsitz des Gremiums inne.
1838 wurde Deneke in die Magdeburger Stadtverordnetenversammlung gewählt. Dieser gehörte er 35 Jahre an, zehn davon als Vorsitzender. 1838 wurde auch seine Tochter Ida geboren.
Wirtschaftlich war Deneke in vielfältiger Hinsicht tätig. Er betrieb Handels- und Speditionsgeschäfte, war jedoch auch in der Zement- und Zichorienbranche tätig. Er übernahm 1846 die Direktion der Magdeburger Wasserassekuranz, war Generalagent der Thuringia und eine Stettiner Zementfabrik. Er beteiligte sich 1843 an der Wiederbelebung der 1825 gegründeten Magdeburger Börse.
Wirtschaftspolitisch engagierte er sich für die Aufhebung der Elbzölle und für den Ausbau der Eisenbahn in der Region Magdeburg. So gründete er die Wittenberger Eisenbahn und setzte sich für den Bau der Eisenbahnlinie Magdeburg-Helmstedt ein.
Am 15. Januar 1857 wurde er erster Vorsitzender der Magdeburger Privatbank.
Deneke gehörte zusammen mit Leberecht Uhlich, Friedrich Pax, Gustav Coqui, Eugen Fabricius und Victor von Unruh zu den in Magdeburg in der Bürgerversammlung aktiven Vormärzliberalen. Deneke war 1850 an der Erarbeitung der Preußischen Verfassung und des Zolltarifs beteiligt. 1854 wirkte er an der Preußischen Konkursordnung und 1856 am Handelsgesetzbuch mit.
Von 1852 bis 1855 vertrat er Magdeburg im Preußischen Abgeordnetenhaus.
Am 7. Januar 1873 wurde er zum Ehrenbürger der Stadt Magdeburg ernannt. Anlass war der fünfundzwanzigste Jahrestag seines Vorsitzes in der Kaufmannskorporation. Zugleich erfolgte auch die Ernennung zum Geheimen Kommerzienrat.

## Ehrung
Die Stadt Magdeburg benannte ihm zu Ehren eine Straße (Denekestraße).